# آقا نجفی همدانی
سید محمد حسینی هَمِدانی معروف به آقا نجفی همدانی، (زاده ۱۲۸۳ش نجف - درگذشته ۱۳۷۵ش همدان) عارف، فقیه و مفسر شیعی که در سال ۱۳۲۲ قمری در نجف به دنیا آمد و به همدان مهاجرت کرد. او از شاگردان مبرز میرزای نائینی، محمدحسین غروی اصفهانی بود. انوار درخشان در تفسیر قرآن مهمترین اثر اوست. وی همچنین داماد میرزای نائینی بود.

## زندگی‌نامه
سید محمد حسینی همدانی در ۱۲۸۳ خورشیدی (۱۳۲۲ ق) در نجف به دنیا آمد. پدرش سید علی بن سید کاظم همدانی معروف به می‌رسید علی عرب، از شاگردان آخوند خراسانی، سید محمدکاظم یزدی و ملا حسینقلی همدانی و از نوادگان محقق اَعْرَجی بود.
وی در ۱۳۳۰ ق به همراه پدرش به همدان رفت و به تحصیل علوم دینی نزد وی پرداخت و در ۱۳۴۳ق جهت تحصیلات عالی به نجف بازگشت.
در ۱۳۲۷ ش به همدان بازگشت و به تألیف و تدریس و امامت نماز جماعت پرداخت و پس از درگذشت پدرش، در مسجد کولانج همدان به وعظ و ارشاد پرداخت.
آقانجفی در ۸ مهر ۱۳۷۵ (۱۵ جمادی‌الاول ۱۴۱۷) در همدان درگذشت و در دارالزهد حرم امام رضا مشهد به خاک سپرده شد.

## اساتید
- سید محمدهادی میلانی
- میرزای نائینی در اصول
- محمدحسین غروی اصفهانی در فقه، اصول، کلام و فلسفه
- سید حسین بادکوبه‌ای در فقه، اصول، کلام و فلسفه
- سید علی قاضی
- سید عبدالغفار مازندرانی (عالِم اخلاقی نجف) در اخلاق

## آثار
- انوار درخشان در تفسیر قرآن، مهمترین اثر وی و تفسیر فارسی همه قرآن است.
- پرتوی درخشان از اصول کافی، در شش جلد، شرح کتاب التوحید کافی.
- معاد جسمانی و روحانی
- مسیحا مژده مهدی موعود